# Melchior Joseph Marmonier
Pour les articles homonymes, voir Marmonier.
Le docteur Melchior Joseph Marmonier (1813-1890) était un médecin, maire de Domène, associé d’Aristide Bergès. Il est honoré par certains, surtout en Isère, comme le père ou le précurseur de la transfusion sanguine.

## Éléments biographiques
Né le 13 septembre 1813 à Montagnieu dans l’Isère, docteur en médecine de la faculté de Montpellier en 1840, il s’engage dans le Corps expéditionnaire d’Algérie comme sous-aide major, puis chirurgien aide-major et est ensuite attaché à la Légion étrangère. Il obtient une citation à l’ordre de l’Armée d'Afrique.
Donnée sa démission en 1843, il s’installe à Domène et pratique comme médecin de campagne. Une transfusion sanguine réalisée le 3 janvier 1851 lui vaudra dans l’Isère une louangeuse réputation de précurseur ou père de la transfusion sanguine. Il opéra par suite une quinzaine de transfusions dans l’Isère. On rapporte que Ottozeller, médecin du Tsar et chirurgien en chef de la Cour Impériale, vint le voir 16 décembre 1851 à Grenoble.
Durant la guerre de 1870-1871, il fut organisateur et président des ambulance sédentaires et mobiles de la vallée du Grésivaudan. Il obtint la médaille d'honneur des épidémies.
Il fut conseilleur municipal et maire de Domène.
Il est à l’origine de l’installation d’Aristide Bergès à Villard-Bonnot, et lui sera un temps associé.
Il meurt à Domène le 25 mai 1891 et est inhumé à Tencin le 27 mai.

## Célébrité
La mairie de Domène lui dédia un buste en 1891, la mairie d'Izeaux le nom d'une rue en 1972, ainsi que la mairie de Saint-Marcell.

### Estimation de sa notoriété
Le docteur Marmonier ne peut être tenu pour le père ni le précurseur de la transfusion sanguine, nonobstant la qualification qui continue de lui être attribuée, parfois même dans des textes d'organismes publics. En effet, les revues médicales de l'époque mentionnent une vingtaine de transfusions opérées dans la première partie du XIXe siècle. L'opération ne pouvait être maîtrisée sans la découverte des groupes sanguins, qui adviendra en 1900.
Son mérite semble être plutôt d'avoir tenté l'opération hors milieu hospitalier avec des moyens rudimentaires. Le Pr Pierre Cyprien Orè relève ainsi dans Études historiques et physiologiques sur la transfusion du sang
« Sa conduite aura surtout le grand avantage d’inspirer aux praticiens une confiance dont ils manquaient. Dans l’opinion publique, la transfusion du sang, pour réussir, pour n’être pas dangereuse, nécessitait une dextérité toute spéciale, un appareil médical compliqué, des aides instruits. Et bien ! en la voyant exécutée à la campagne, par un médecin dont c’est le premier titre à l’illustration, sans autre instrument que ceux de sa trousse, sans autre auxiliaire que des villageois inexpérimentés, les praticiens, je n’en doute pas, reprendront courage, et M. Marmonier aura mieux mérité de la science qu’il ne l’espérait peut-être lui-même, par l’exemple plein de hardiesse et de circonspection qu’il lui a été donné de fournir. »
L'inscription dans le Dictionnaire et l'Encyclopédie Larousse fut refusée malgré une demande officielle en 1988.